# Sultan Mahmud Kan
Sultan Mahmud Kan (en persa: سلطان محمود خان‎; 1508 - 1464), más tarde conocido sencillamente como Mahmud Kan, fue un jan de Taskent (1487-1502/1503) y Kan del Mogolistán occidental (1487-1508).
Era el hijo mayor de Yunus Kan. Nació en 1464 como hijo de Yunus y Sah Begum, una hija del príncipe Lali de Badajshan (Sultan Muhammad Badajshi), quien decía ser descendiente de Alejandro Magno y dio a una de sus seis hijas en matrimonio a Yunus Kan, quien lo había solicitado.
Tras la muerte de su padre, Mahmud Kan se convirtió en el jan de Taskent y en el Kan de facto del Mogolistán occidental (el territorio del Kirguistán actual) mientras que su hermano Sultan Ahmad Kan, también conocido como Ahmad Alaq, tomó control del Mogolistán oriental (correspondiente a parte de la provincia china actual de Sinkiang), considerando por parte de historiadores actuales como la ruptura de facto que dio pie a los kanatos sucesores del Mogolistán de Yarkand (occidental) y Turpán (oriental), pues Ahmad Alaq jamás estuvo bajo la autoridad de Mahmud Kan y éste no volvió a controlar la zona de Turpán.
Mahmud Kan, que inicialmente quiso reorganizar el dominio de su padre, tuvo que renunciar a marchar a Turpán al tener que defender Taskent del ataque de las fuerzas timúridas bajo el mando de Sultan Ahmed, mirza de Samarcanda y Bujará, y de Omar Cheikh II, mirza del Valle de Ferganá, quien había derrotado a su padre Yunus y tomado a una de sus hermanas como esposa, siendo por tanto cuñado de Mahmud Kan.
Mahmud Kan consiguió retomar el control de Taskent frente a Sultan Ahmed. Además, durante la campaña consiguió el favor de uno de los comandantes de éste, el uzbeko Muhammad Shaybani, que había acabado en las filas timúridas después de que su padre, Sah Budaq, fuese decapitado por Yunus Kan en la conquista mogola de Taskent. Como recompensa a Shaybani, Mahmud Kan le otorgó el feudo de Turkestán y las tierras que rodeaban el sur de la ciudad (coincidentes con el futuro Turquestán occidental y el actual Uzbekistan). Este nombramiento, que formalizaba un poder para las hasta entonces diseminadas tribus uzbekas, contrarió a los kazajos, enemigos de los uzbekos. Aunque los mogoles habían sido aliados tradicionales de los kazajos, esto acabó conduciéndoles a una guerra en la que Mahmud Kan acabaría derrotado.
Sus mizras enemigos, Sultan Ahmed y Omar Cheikh II, murieron ambos en 1494, lo que creó la oportunidad de tomar Samarcanda, que vio como su gobierno pasaba de Sultan Mahmud (hermano de Omar Cheikh II) al hijo de este, Baysunkur, en apenas seis meses desde la muerte de Omar Cheikh. Sin embargo, Baysunkur demostró un gran liderazgo y consiguió defender la ciudad con las tropas timúridas.
Habiendo fallado en la toma de las ricas ciudades orientales de Turan e incapaza de haber tomado Transoxiana con su fuerza, Mahmud Kan decidió apoyar a su antiguo subordinado, Muhammad Shaybani, que se encontraba formando su propio imperio uzbeco (shaybánidas) a imitación de Abu'l-Jayr Kan, habiendo pasado de un janato de Turkestán de apenas 3000 jinetes a una fuerza de 50 000 cuando se hizo con el Kanato de Bujará.
Tras tomar los uzbecos Samarcanda en 1501, Shaybani Kan se volvió contra sus aliados mogoles al mismo tiempo que Ahmad Alaq marchaba con sus tropas desde el este para enfrentar a su hermano por el título de Kan de Mogolistan. Los hijos de Yunus Kan decidieron unirse contra los uzbecos, y recibieron ayuda de Babur, hijo de Omar Cheikh, y sus tropas timúridas, pero fueron derrotados en la batalla de Akhsi en 1503. Shaybani liberó a ambos kanes (Babur logró escapar de la batalla sin ser capturaso), pero tomó territorios y soldados del Mogolistán occidental.
Al año siguiente de la derrota, Ahmad Alaq moriría, pero su porción de territorio de Mogolistán sería heredado por su hijo, Mansur Kan. Falto de fuerzas, Mahmud Kan dirigiría los restos de su kanato por las estepas de Mogolistán, pero sin tener control real de ninguna ciudad de importancia. Vivió cinco años de dificultades en los que fue perdiendo seguidores hasta que en 1508, decidió despojarse de sus títulos y honores y presentarse en la corte de Muhammad Shaybani, inmerso en una exitosa campaña contra Persia, esperando que éste le concediese algún favor en virtud de su antiguo nombramiento de señor de Turkestán. Sin embargo, Shaybani Kan ordenó matarle a él y a sus cinco hijos en la orilla del Syr Daria, cerca de Juyand en 1508.
El título de Kan de un Mogolistán reunificado recaería en su sobrino, Mansur Kan, que ya lo utilizaba por su dominio de la zona oriental del kanato.